# 旧中川
旧中川（きゅうなかがわ）は、東京都江戸川区と墨田区、江東区の境界を流れる全長6.68 kmの荒川水系の一級河川である。

## 地理

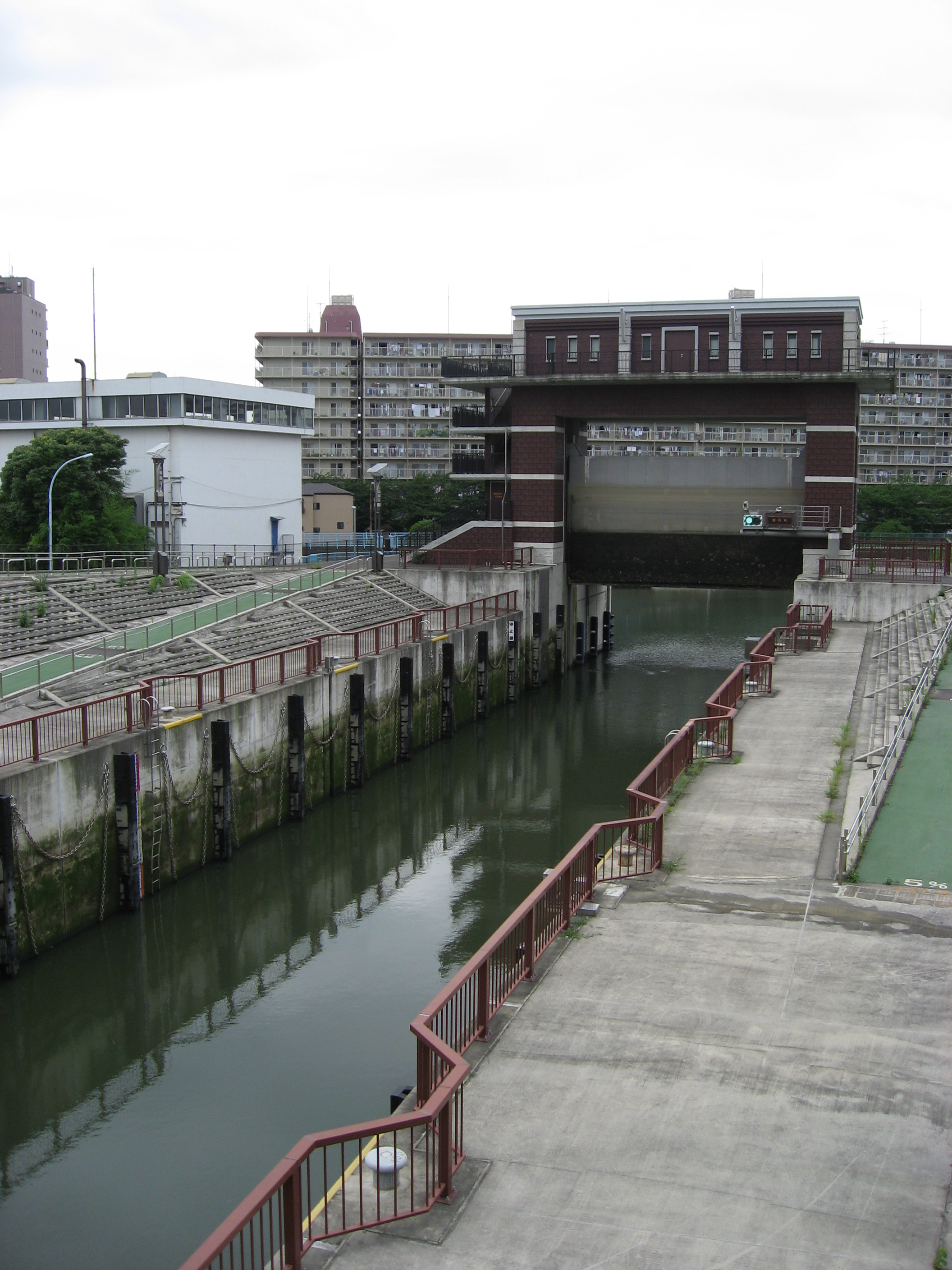
荒川ロックゲート

東京都江戸川区平井の木下川水門で荒川放水路（荒川本流）から分水する。大きく蛇行しながら南へ流れ、江戸川区小松川の荒川ロックゲートから、ふたたび荒川へ合流する。小名木川の扇橋閘門以東に位置するため、水位が荒川より1m低くなっている。
川の東側はすべて江戸川区、西側は北十間川との合流地点までは墨田区、それより南の荒川ロックゲートまでは江東区となっている。
川岸には東京都ボート協会が高架下を利用した艇庫を所有しており、ボートを練習する社会人や学生が増えており、各種ボートの乗艇が体験できる江戸川区主催のボートフェスティバルも開催されている。現在、親水護岸整備が進行中である。

## 歴史

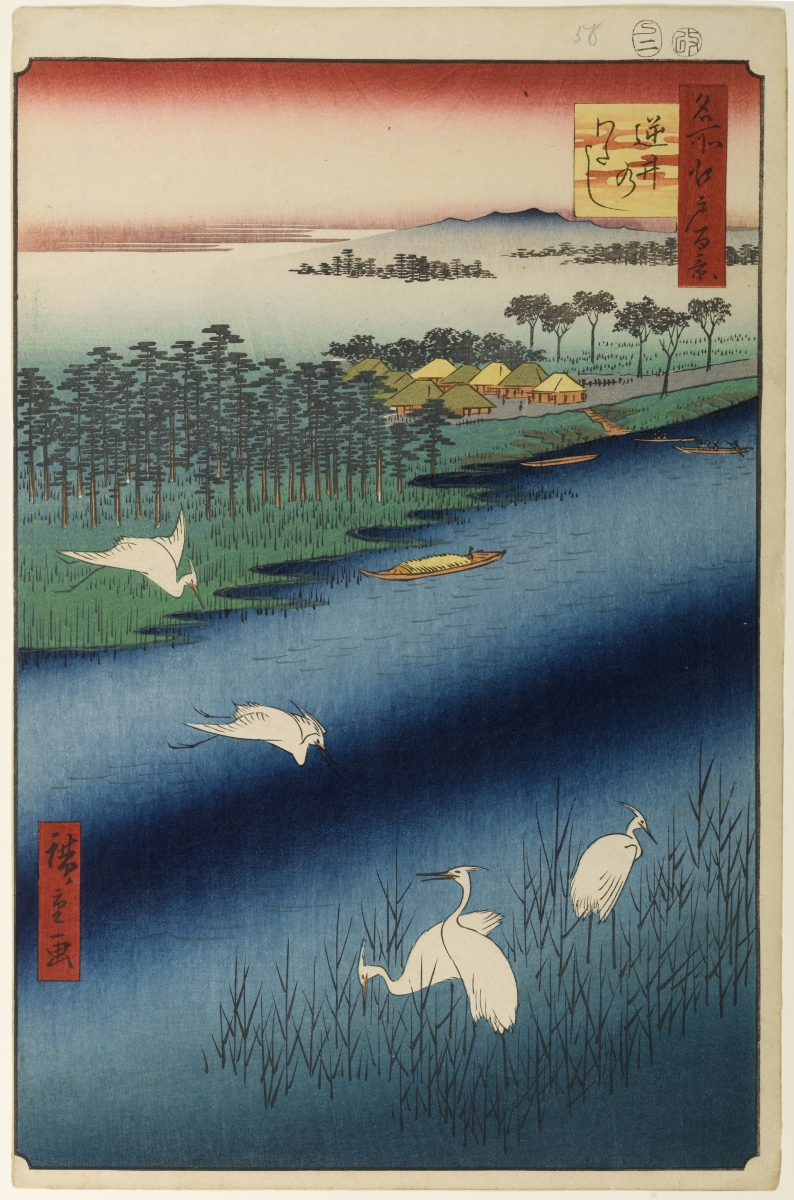
名所江戸百景「逆井のわたし」

旧中川は、1924年荒川放水路に放水を開始したことによって分断された中川の下流部分である。
江戸時代には歌川広重の名所江戸百景「逆井の渡し」や『江戸名所図会』の「平井聖天」（燈明寺）、『新編武蔵風土記稿』の「逆井渡船場図」などで、情緒豊かな川であったことが知られており、川沿いに史跡が残っている。
1945年3月10日の東京大空襲では、猛火を逃れようと川に入った3000人以上が犠牲となった。その犠牲者の慰霊のために、1999年に「旧中川灯籠流し」が始まり、以来毎年8月15日に行われている。平常時は、両端の水門を締め切って両端とも荒川へ排水しているため水は流れていないが、灯篭流しの時だけは木下川水門より取水し、荒川ロックゲート側から排水することにより水流を発生させ、灯篭が流れるように工夫している。

## 河川施設
- 木下川水門
- 旧小名木川閘門
- 荒川ロックゲート

## 生物
サギ類、カワウ、カルガモが数多く生息し、魚影も多く、ボラの稚魚、ハゼ、セイゴ、フッコを釣りに来る人々が多い。夏になるとキビレやシーバスが流れ込んでくることから、ルアー釣りを楽しむ釣り人も多い。荒川ロックゲートの完成後は、場所によっては川底が見える程度にまで水が澄んできた。

## 接続する河川
- 荒川
- 北十間川
- 小名木川

## 橋梁
- ゆりのき橋
- 中平井橋
- 平井橋
- 江東新橋（蔵前橋通り）
- JR総武本線旧中川橋梁
- ふれあい橋（人道専用）
- 中川新橋
- 亀小橋
- 逆井橋（首都高速7号小松川線）
- 虹の大橋（人道専用）
- もみじ橋（人道専用）
- さくら橋（人道専用）
- 船堀橋（新大橋通り）
- 都営新宿線東大島駅（河川橋上駅）
- 中川大橋
- 平成橋

## 木下川水門
旧中川が荒川放水路から分流する地点（北緯35度43分03秒 東経139度50分26秒 / 北緯35.717490度 東経139.840585度）に、木下川水門（きねがわすいもん）がある。荒川放水路開設により、旧中川が中川上流部と分断されたため、従来中川を利用して行われていた水運の経路を確保するために設置された。荒川放水路を挟んだ対岸に同じ目的で設置された中川水門がある。
現在は荒川と旧中川の水位が異なるため、樋門化されて船舶の航行はできなくなったが、隣接する木下川排水機場とともに、旧中川の水質管理、水位維持に用いられている。